# Карло-Марксово
Карло-Ма́рксово / Софиевка (укр. Софіївка) — посёлок в составе Енакиевского горсовета Донецкой области Украины. Находится под контролем самопровозглашённой Донецкой Народной Республики.

## География
Посёлок расположен на реке под названием Садки.

#### Соседние населённые пункты по сторонам света
СВ: Каютино, город Углегорск
С, СЗ: город Горловка
З: Новосёловка, Фёдоровка
ЮЗ: Корсунь
ЮЮЗ: Щебёнка
Ю: Старопетровское, Шапошниково, Авиловка
ЮВ: город Енакиево
В: Оленовка

## История
Прежнее название — Софиевка. Основано как село в 1783 году. В 1858 году в селе был открыт Софиевский каменноугольный рудник.
12 мая 2016 года Верховная Рада Украины присвоила посёлку название Софиевка в рамках кампании по декоммунизации на Украине. Переименование не было признано властями самопровозглашенной ДНР.

## Население
Население на 1 января 2019 года— 9 597 человек.
По переписи 2001 года родным языком 84,92 % населения указали русский, 14,76 % — украинский.

## Общая информация
Почтовые индексы: 86485-86486. Телефонный код: 062-52. Код КОАТУУ: 1412046500.

## Транспорт и промышленность
Железнодорожная станция (Енакиево) на линии Дебальцево—Криничная.
Существует прямое автобусное сообщение с городом Енакиево (маршруты №№ 30 и 34). Также через посёлок пролегает маршрут № 80 Горловка -- Енакиево.
Промышленность — добыча каменного угля.